# Dia de la Unitat Bàltica
El Dia de la Unitat Bàltica (lituà: Baltų vienybės diena, letó: Baltu vienības diena) és un dia commemoratiu que se celebra el 22 de setembre a Lituània i Letònia, així com en comunitats letones i lituanes de l'estranger. Va ser reconegut l'any 2000 tant pel Parlament de Lituània com pel Saeima de Letònia, en commemoració de la batalla de Saule del 1236, quan els pagans de Samogitians i Semigalians van formar una aliança amb la intenció de derrotar els Germans Livonians de l'Espasa.
Durant la diada, hi ha diferents esdeveniments a tot Letònia i Lituània, però les activitats principals es celebren en una ciutat de manera rotativa. Les darreres ciutats han estat Rokiškis (2015), Liepāja (2016), Palanga (2017) i Jelgava (2018). El 2017 es va establir un Premi dels Bàltics especial que es va atorgar a persones destinades a la promoció de les llengües, les lletres i la investigació històrica de Letònia i Lituània. El 2018, el professor i lingüista d'ambdues llengües, Laimute Balode, es va convertir en el primer guanyador del premi.